# راتداونی، کوئینزلند
راتداونی (به انگلیسی: Rathdowney) یک شهرک در استرالیا است که در کوئینزلند واقع شده‌است.